# جون تشادويك
جون تشادويك (بالإنجليزية: June Chadwick)‏ هي ممثلة بريطانية، ولدت في 30 نوفمبر 1951 في المملكة المتحدة. بدأت مشوارها المهني سنة 1978.

## وصلات خارجية
- جون تشادويك على موقع IMDb (الإنجليزية)
- جون تشادويك على موقع ميتاكريتيك (الإنجليزية)
- جون تشادويك على موقع روتن توميتوز (الإنجليزية)
- جون تشادويك على موقع أول موفي (الإنجليزية)
- جون تشادويك على موقع قاعدة بيانات الأفلام السويدية (السويدية)
- جون تشادويك على موقع قاعدة بيانات الفيلم (الإنجليزية)